# Camilla capensis
Camilla capensis är en tvåvingeart som beskrevs av Barraclough 1993. Camilla capensis ingår i släktet Camilla och familjen gnagarflugor. Inga underarter finns listade i Catalogue of Life.